# Украйна (хотел в Москва)
„Украйна“ от веригата Радисън Хотелс е небостъргач (един от небостъргачите в стил Сталиниски барок), хотел в центъра на столицата на Русия, Москва, на адрес „Кутузовски проспект“, 2/1.

## История
Хотелът е проектиран под личното покровителство на Йосиф Сталин от архитектите Аркадий Мордвинов и Вячеслав Олтаржевски. Той става вторият по височина небостъргач сред „седемте сестри“ (с височина 198 м и 34 етажа). Това е най-високият хотел в света от времето на построяването си до откриването на хотел Уестин Пийчърий Плаза в Атланта, Джорджия, САЩ през 1976 г.
По време на управлението на Сталин хотелът носи името на проекта „Сграда на хотел в Дорогомилово“. По време на управлението на Никита Хрушчов хотелът е наречен „Украйна“.
Хотелът отваря врати на 25 май 1957 г. През 2007 г. е затворен за цялостен ремонт и реставрация. На 28 април 2010 г., след завършване на мащабна реконструкция, той отваря врати под новото име „Радисън Роял Хотел, Москва“, като същевременно запазва историческото име „Украйна“. От януари 2019 г. хотелът е част от марката Радисън Кълекшън.

## Описание
Височината на хотела е 198 м и има 34 етажа. Така в момента хотелът е втората най-висока сграда сред небостъргачите от това време, най-високият хотел в Европа и 52-рият най-висок хотел в света. Леглата в хотела са 1627.